# Puperita pupa
Puperita pupa är en snäckart som först beskrevs av Carl von Linné 1767.  Puperita pupa ingår i släktet Puperita och familjen båtsnäckor. Inga underarter finns listade i Catalogue of Life.